# 숨은 요새의 세 악인
《숨은 요새의 세 악인》(일본어: 隠し砦の三悪人 가쿠시 도리데노 산 아쿠닌[*])은 구로사와 아키라 감독의 1958년 일본 영화이다.

## 개요
구로사와 아키라 감독의 첫 작품으로, 시네마 스코프 형식(와이드 스크린)으로 제작되었다. 주요 촬영지는 효고현 니시노미야시의 호라이쿄이다. 상영 시간 139분. 흑백 모노 작품이다. 도호 배급.

## 줄거리
센고쿠 시대 어느 지방, 야마나 가문과 아카쓰키 가문의 싸움에서 아카쓰키 가문이 진다. 백성인 다헤이와 마타시치는 일확천금을 꿈구며 전쟁에 참가하지만, 모든 걸 잃고 만다. 아카쓰키 가문의 장수 마카베 로쿠로타는 아카쓰키의 유키 공주를 보호하며, 재건을 위한 군자금인 황금을 산 속의 샘에 숨기고, 숨겨진 요새에 숨어있는 중이다.
다헤이와 마타시치는 우연히 요새 근처 계곡에서 황금의 일부를 발견하지만, 로투로타에게 발각되고 두 사람은 로쿠타로를 따르게 된다. 로쿠로타는 둘의 욕심을 이용해 황금을 운반하게 하고, 유키 공주를 지키면서 적지인

## 출연
- 마카베 로쿠로타 : 미후네 도시로
- 다헤이 : 치아키 미노루
- 마타시치 : 후지와라 가마타리
- 다도코로 효헤이 : 후지타 스스무
- 노장 나카구라 이즈미 : 시무라 다카시
- 유키히메 : 우에하라 미사
- 노인 : 미요시 에이코
- 여자아이 : 히구치 도시코
- 도게의 관문 보초병 : 후지키 유
- 하야카와의 기마 무사 : 쓰치야 요시오
- 팻말의 남자 : 다카도소 쿠니노리
- 무사 : 가토 다케시
- 야마나의 보초병 : 미쓰이 히로쓰구
- 다리의 관문 부교 : 오가와 도라노스케

## 스태프
- 감독 : 구로사와 아키라
- 제작 : 후지모토 마스미, 구로사와 아키라
- 각본 : 하시모토 시노부, 기쿠시마 류조, 구로사와 아키라, 오구니 히데오
- 촬영 : 야마자키 카즈오
- 미술 : 무라키 요시로
- 음악 : 사토 마사루
- 조감독 : 노나가세 사미지

## 수상 정보
- 제9회 베를린 국제 영화제
  - 은곰상(감독상) - 구로사와 아키라

- 제9회 블루리본상
  - 작품상

- 키네마 준보 베스트 10 (1958년)
  - 일본 영화 제2위
  - 일본 영화 각본상 - 하시모토 시노부

## 작품의 영향
미국의 영화 감독 조지 루커스는 《스타 워즈 에피소드 4: 새로운 희망》이 《숨겨진 요새의 세 악인》의 영향을 받았다고 말했다. 특히 약자인 C-3PO와 R2-D2의 시점에서 이야기가 진행되는 기법은 이 영화의 다헤이와 마타시치가 모델이라 했다.